# Simón Vela
Simón Vela (París, 1384 - El Cabaco, 11 de marzo de 1438) fue un peregrino francés, cuyo nombre original era Simon Roland, que en 1434 encontró una imagen románica de la Virgen María en lo alto de la Peña de Francia (El Cabaco, Salamanca).
Según la leyenda, Simon Roland era una persona de gran devoción religiosa que, en sueños, recibió el mensaje de que debía encontrar una imagen de la Virgen María en la Peña de Francia.
Tras buscar dicha imagen durante varios años por Francia, hizo el Camino de Santiago y a su vuelta de Santiago de Compostela se desvió por la provincia de Salamanca. Al escuchar en la ciudad de Salamanca el nombre de la Peña de Francia, siguió a unos carreteros hasta San Martín del Castañar, donde recibió indicaciones concretas para llegar a la montaña. Al tercer día de buscar la imagen tuvo una aparición mariana y el 14 de mayo de 1434 la encontró enterrada en lo alto de la peña, tal como anunciara diez años antes Juana Hernández, conocida como la moza santa de Sequeros. A partir de entonces cambió su nombre por el de Simón Vela y dedicó sus esfuerzos a promover el culto a dicha imagen en la Peña de Francia. Falleció el 11 de marzo de 1438 y fue enterrado junto al altar de la Virgen, aunque posteriormente sus restos fueron traslados a Sequeros (conservándose junto a los de la moza santa en la iglesia de Nuestra Señora del Robledo).